# پلین (روستا)
پلین (به بلغاری: Pelin) یک منطقهٔ مسکونی در بلغارستان است که در شهرستان کروموفگراد واقع شده‌است.